# Le Feu sous la peau (film, 2006)
Pour les articles homonymes, voir Le Feu sous la peau.
Le Feu sous la peau (Suburban Mayhem) est un film australien réalisé par Paul Goldman et sorti 2006.

## Synopsis
Katrina, mère célibataire de 19 ans, séduit tous les hommes qu'elle rencontre. Elle vit chez son père qui désapprouve son mode de vie dissolue. Lorsqu'il décide de lui couper les vivres et de lui retirer son enfant, Katrina n'est pas prête à se laisser faire.

## Fiche technique
- Titre original : Suburban Mayhem
- Titre français : Le Feu sous la peau
- Réalisation : Paul Goldman
- Scénario : Alice Bell
- Direction artistique : Nell Hanson (supervision) ; Janie Parker
- Décors : Richie Dehne
- Costumes : Melinda Doring
- Photographie : Robert Humphreys
- Montage : Stephen Evans
- Musique : Mick Harvey
- Production : Leah Churchill-Brown
- Sociétés de production : Australian Film Finance Corporation (AFFC), Doll Australia, New South Wales Film & Television Office
- Pays d'origine :  Australie
- Langue : anglais
- Format : Couleur - 35 mm - son Dolby stéréo
- Genre : drame
- Durée : 90 minutes
- Dates de sortie :
  - Australie : 26 octobre 2006
  - France : 18 juillet 2007

## Distribution
- Emily Barclay : Katrina
- Michael Dorman : Rusty
- Robert Morgan (en) : John
- Anthony Hayes : Kenny
- Laurence Breuls (en) : Danny
- Steve Bastoni : Robert Andretti
- Mia Wasikowska : Lilya
- Genevieve Lemon : Tante Dianne
- Madeleine Jaine : Janelle
- Susan Prior : Christine